# Кубок Лугано 1977
Финал 8-го Кубка мира по спортивной ходьбе прошёл 24—25 сентября 1977 года в Милтон-Кинсе (Великобритания). Мужчины боролись за Кубок Лугано, который получала лучшая сборная по итогам заходов на 20 и 50 км. Женщины соревновались вне конкурса на дистанции 5 км.
С 1977 года Кубок Лугано, проходивший с 1961 года, получил новое официальное название — Кубок мира по спортивной ходьбе. При этом история турнира не началась заново, все остальные его атрибуты (формат проведения, порядковая нумерация) были сохранены.
Большинство сильнейших команд получили прямой допуск в финал. Оставшиеся шесть мест разыгрывались в предварительном раунде Кубка мира, который прошёл в различных городах в августе 1977 года.
На старт вышли 119 ходоков из 15 стран мира (96 мужчин и 23 женщины).
Каждая команда могла выставить до четырёх спортсменов в каждый из заходов. В зачёт Кубка Лугано у каждой сборной шли по три лучших результата на дистанциях 20 и 50 км у мужчин (очки спортсменам начислялись в зависимости от занятого места).
Сборная Мексики впервые в истории стала победителем командного зачёта. В индивидуальном первенстве мексиканцы взяли первые два места на обеих дистанциях, обеспечив себе решающее преимущество. Даниэль Баутиста и Рауль Гонсалес стали первыми неевропейскими ходоками, выигравшими заходы на Кубке мира.

## Предварительный раунд
Соревнования предварительного раунда прошли в августе 1977 года в трёх городах: итальянском Сан-Ремо, шведском Венерсборге и бельгийском Лессине. В финал проходили по две лучшие команды из каждого турнира.

### Мужчины
От участия в предварительном раунде были освобождены СССР, ГДР, ФРГ, Великобритания, США и Мексика. Все эти страны получили прямые путёвки в финал.
| Место | Команда   | Очки |
| ----- | --------- | ---- |
| 1     | Италия    | 58   |
| 2     | Венгрия   | 50   |
| 3     | Испания   | 32   |
| 4     | Швейцария | 18   |

| Место | Команда   | Очки |
| ----- | --------- | ---- |
| 1     | Польша    | 53   |
| 2     | Швеция    | 51   |
| 3     | Финляндия | 23   |
| 4     | Норвегия  | 21   |

| Место | Команда      | Очки |
| ----- | ------------ | ---- |
| 1     | Чехословакия | 84   |
| 2     | Франция      | 64   |
| 3     | Бельгия      | 49   |
| 4     | Нидерланды   | 32   |
| 5     | Ирландия     | 7    |

## Расписание
| Дата             | Заход         |
| ---------------- | ------------- |
| 24 сентября 1977 | 5 км женщины  |
| 24 сентября 1977 | 20 км мужчины |
| 25 сентября 1977 | 50 км мужчины |

## Медалисты
Сокращения: WR — мировой рекорд | AR — рекорд континента | NR — национальный рекорд | CR — рекорд соревнований
Курсивом выделены участники, чей результат не пошёл в зачёт команды

### Мужчины
| Дисциплина              | Золото | Золото     | Серебро | Серебро   | Бронза | Бронза    |
| ----------------------- | --- | ---------- | --- | --------- | --- | --------- |
| 20 км                   | Даниэль Баутиста Мексика | 1:24.02 CR | Доминго Колин Мексика | 1:24.31   | Карл-Хайнц Штадтмюллер ГДР | 1:24.51   |
| 50 км                   | Рауль Гонсалес Мексика | 4:04.16    | Педро Ароче Мексика | 4:04.55   | Паоло Грекуччи Италия | 4:06.27   |
| Кубок Лугано (20+50 км) | Мексика · Даниэль Баутиста · Доминго Колин · Маркос Кастро · Рауль Гонсалес · Педро Ароче · Мартин Бермудес · Анхель Флорес · Энрике Вера | 185 очков  | ГДР · Карл-Хайнц Штадтмюллер · Роланд Визер · Хартвиг Гаудер · Ральф Кнюттер · Штеффен Мюллер · Хорст Матерн · Вернер Хайер · Марио Кербер | 180 очков | Италия · Маурицио Дамилано · Армандо Дзамбальдо · Роберто Буччоне · Паоло Грекуччи · Франко Веккьо · Розарио Валоре · Алессандро Беллуччи · Джанкарло Лизи | 160 очков |

### Женщины (вне конкурса)
| Дисциплина | Золото                | Золото | Серебро                     | Серебро | Бронза                | Бронза |
| ---------- | --------------------- | ------ | --------------------------- | ------- | --------------------- | ------ |
| 5 км       | Сив Густафссон Швеция | 23.19  | Кэрол Тайсон Великобритания | 23.46   | Маргарета Симу Швеция | 24.12  |